# The Way Home (serie televisiva)
The Way Home è una serie televisiva canado-statunitense ideata da Heather Conkie, Alexandra Clarke e Marly Reed. Ha debuttato il 15 gennaio 2023 su Hallmark Channel.
La seconda stagione della serie è stata trasmessa dal 21 gennaio 2024. Il 20 marzo 2024, Hallmark Channel ha rinnovato la serie per una terza stagione.
Nel novembre 2024, è stato annunciato che la terza stagione sarebbe stata trasmessa in anteprima sul servizio di streaming Hallmark+ a partire dal 2 gennaio 2025, per poi andare in onda nel quarto trimestre su Hallmark Channel; tuttavia, a seguito di un riscontro negativo da parte del pubblico, Hallmark ha deciso di trasmettere la terza stagione su Hallmark Channel nel corso del 2025. La stagione è stata presentata in anteprima il 3 gennaio 2025 su Hallmark Channel e il giorno successivo su Hallmark+.

## Trama
Nel 1814, una giovane donna accusata di stregoneria, fuggendo da una folla inferocita, si getta in uno stagno e scompare senza lasciare traccia. 
Due secoli dopo, Katherine vede la sua vita andare in pezzi: ha perso il lavoro, sta divorziando da suo marito e sua figlia Alice viene espulsa da scuola. Non può fare altro che tornare a casa della madre Delilah, con la quale ha avuto un rapporto burrascoso  per cui se ne è andata venti anni prima. Il loro riavvicinamento non è facile e anche Alice è contrariata di essersi dovuta trasferire nella fattoria in mezzo alla campagna. La famiglia, oltretutto, è stata segnata da due gravi avvenimenti: il padre di Katherine, marito di Delilah, è morto in un incidente, mentre il fratello Jacob è scomparso ancora bambino in circostanze misteriose.
Alice, anche lei in rotta con la madre, fugge nei boschi e cade in uno stagno, ritrovandosi improvvisamente nel passato. Qui incontra sua madre Katherine, che ha la sua stessa età: le due ragazze diventano amiche. Nel corso dei suoi viaggi nel tempo, Alice cerca anche di scoprire che fine ha fatto il fratellino della madre.
Nel presente,  i rapporti tra Delilah, Katherine e Alice stanno migliorando. Katherine cerca di rifarsi una vita lavorando per il giornale locale e negli archivi trova degli incartamenti sulla storia della propria famiglia, scopre il segreto dello stagno e torna nel passato con Alice per scoprire la verità sulla scomparsa di Jacob. Ma un giorno Katherine, buttandosi nello stagno, si ritrova nel 1814. Qui incontra Suzanna, una guaritrice accusata di essere una strega, e viene a sapere che Jacob ha vissuto nella stessa casa, nel passato, fin da piccolo, quando è stato ritrovato nei boschi.